# Matang Baro
Matang Baro is een bestuurslaag in het regentschap Aceh Utara van de provincie Atjeh, Indonesië. Matang Baro telt 364 inwoners (volkstelling 2010).